# Digital Renegade
Digital Renegade — третий студийный альбом американской электроникор-группы I See Stars, который вышел 13 марта 2012 года. Он включает в себя песни, записанные совместно с Дэнни Уорснопом из металкор-группы Asking Alexandria и Кэсседи Поуп из рок-группы Hey Monday.
В отличие от первых двух альбомов группы, Digital Renegade обладает более тяжелым металкор-звуком с усиленным использованием электроники и синтезаторов. Кроме того, чистый вокал Дэвина Оливера стал задействован реже, только в двух песнях "Digital Renegade" и "Electric Forest" его партии заметно преобладают над экстрим-вокалом клавишника Зака Джонсона. Альбом в целом получил положительные отзывы от музыкальных критиков, которые оценили его утяжелённый стиль в сравнении с предыдущими записями группы. Он достиг 45 позиции в Billboard 200 в США, а также 20 места в Rock Albums Chart и 10 места в Alternative Rock Chart, что сделало его на тот момент самым коммерчески успешным для группы.

## Список композиций
Все тексты написаны Дэвином и Эндрю Оливерами; вся музыка написана I See Stars.
| №                   | Название                                     | Длительность |
| ------------------- | -------------------------------------------- | ------------ |
| 1.                  | «Gnars Attacks»                              | 3:29         |
| 2.                  | «NZT48»                                      | 4:20         |
| 3.                  | «Digital Renegade»                           | 3:12         |
| 4.                  | «Endless Sky» (совместно с Дэнни Уорснопом)  | 3:33         |
| 5.                  | «Underneath Every Smile»                     | 3:17         |
| 6.                  | «Mystery Wall»                               | 4:08         |
| 7.                  | «iBelieve»                                   | 2:38         |
| 8.                  | «Summer Died In Connersville»                | 3:18         |
| 9.                  | «Electric Forest» (совместно с Кэсседи Поуп) | 4:26         |
| 10.                 | «Filth Friends Unite»                        | 3:59         |
| Общая длительность: | Общая длительность:                          | 36:16        |

## Участники записи
I See Stars
- Брент Аллен – соло-гитара
- Джефф Валентайн – бас-гитара
- Джимми Грегерсон – ритм-гитара
- Зак Джонсон – экстрим-вокал, клавишные, секвенсор, программирование
- Дэвин Оливер – чистый вокал
- Эндрю Оливер – ударные, перкуссия, бэк-вокал, весь вокал на "iBelieve"

Дополнительные музыканты
- Кэссэди Поуп (Hey Monday) - гостевой вокал на "Electric Forest"
- Дэнни Уорсноп (Asking Alexandria) - гостевой вокал на "Endless Sky"

Производственный персонал
- Джои Стёрджис - продюсирование, мастеринг, сведение, инжиниринг
- Ник Сампсон - продюсирование, инжиниринг
- Джефф Данн - редактирование
- Эш Эвилдсен и Шон Кейт - A&R
- Марк Браун - обложка